# Càrn Gorm
Der Càrn Gorm ist ein 1029 Meter hoher Berg in Schottland. Sein gälischer Name bedeutet Blauer Hügel oder Blauer Berg. Der Berg befindet sich in einer Gruppe von vier Munros, die in Form eines nach Süden geöffneten Hufeisens nördlich der kleinen Siedlung Invervar im Glen Lyon liegen. Die Berggruppe wird nach dem höchsten Gipfel auch als Càrn Mairg Group oder aufgrund der Bergform als Glen Lyon Horseshoe bezeichnet.

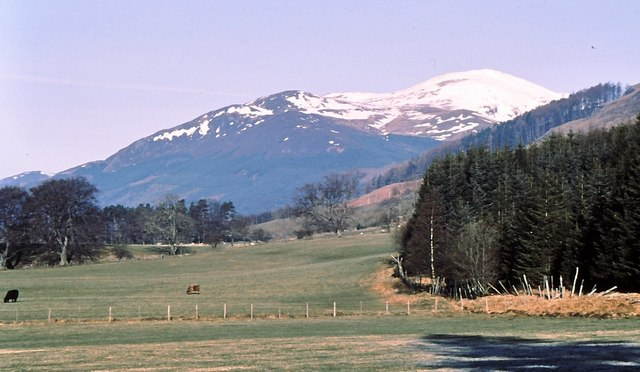
Blick vom Glen Lyon bei Balintyre nach Nordwesten auf den verschneiten Gipfel des Càrn Gorm

Mit Ausnahme des Càrn Mairg, der einen felsigen, aus Quarzit bestehenden Gipfelaufbau aufweist, besitzen die übrigen drei Munros der Berggruppe sowie die diversen, als Tops eingestuften Vorgipfel vergleichsweise wenig prägnante flache, aus Gras und Heide bestehende Gipfelplateaus. Lediglich der Càrn Gorm hebt sich vom Glen Lyon mit seinem auffälligen runden und grasigen Gipfel etwas ab. Am Gipfel laufen vier Berggrate zusammen. Am längsten ist der etwa acht Kilometer, nach Nordwesten bis zum Loch Rannoch laufende Bergrücken. Nach Nordosten schließt sich der Übergang zum benachbarten Meall Garbh an, unterbrochen vom 924 Meter hohen felsigen Vorgipfel des An Sgòrr. Der Südgrat des Càrn Gorm ist der steilste und kürzeste, mit felsigen Abschnitten durchsetzte Grat und wird meist als Aufstiegsroute vermieden. Weniger steil und daher die bevorzugte Route für Bergwanderer ist der Südostgrat. An der Südostseite des Càrn Gorm und des Meall Garbh liegt seit 1955 die rund 19 Quadratkilometer große Càrn Gorm and Meall Garbh Site of Special Scientific Interest, die eine subalpine Vegetation aufweist.
Bestiegen wird der Càrn Gorm von vielen Munrobaggern im Rahmen einer Überquerung aller vier Munros der gesamten Berggruppe, eine etwa 18 km lange Tour. Der Càrn Gorm ist bei Begehung im Uhrzeigersinn der erste Munro. Durch seine Lage bietet er eine sehr gute Aussicht ins Glen Lyon und auf die südlich davon liegenden Berge um den Ben Lawers.